# Rascacielos de Friedrichstraße

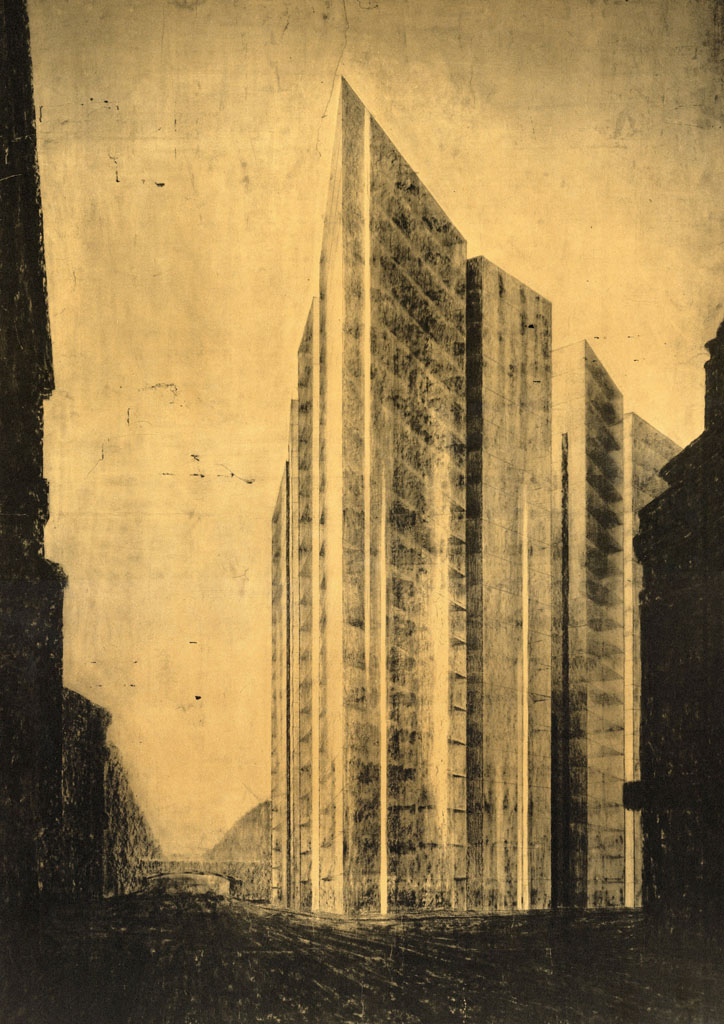
Rascacielos transparente del FriedrihStrasse, dibujo al carboncillo del propio autor de 1921. Tal y como se mostró posteriormente en la Exposición del Museo de Arte Moderno de Nueva York de 1947.

El Rascacielos de Friedrichstraße (denominada por el autor como Glashochhaus o Glass Skyscraper) es un edificio "transparente" teórico que diseñó el arquitecto alemán Ludwig Mies van der Rohe para situarlo en una esquina de la Friedrichstraße de Berlín. Es uno de los ejemplos más conocidos de la arquitectura expresionista de comienzos de siglo XX. Se denominó también como el Panal de Mies, en alusión a las células estructurales visibles desde el exterior. Su propuesta a comienzo de siglo XX produjo una nueva visión de construir rascacielos que se denominó wave of americanism. La propuesta no fue elegida, por lo que el edificio no fue erigido.

## Historia
Mies participó en una docena de concursos arquitectónicos entre 1910 y 1934 propuestos para la calle del Friedrichstraße. En 1921 se publicó las bases de un concurso arquitectónico municipal para los solares delimitados por el río Spree y la que era por entonces la Am Bahnhof Friedrichstr.. Era, y sigue siendo, una zona muy céntrica y poblada de Berlin. El solar de planta triangular, y de superficie cercana a los 5000 metros cuadrados, inducía a resaltar la angularidad de las esquinas. La fecha final, propuesta por el Ayuntamiento de Berlín, para la entrega de los proyectos fue del 2 de enero de 1922. A pesar del corto plazo se presentaron 145 propuestas arquitectónicas, entre ellas la de Mies. Hasta esta fecha los diseños de Mies eran de viviendas de particulares, relativamente modestas. La propuesta que consta de ocho dibujos, sorprende por lo novedoso de la propuesta que no se asemejaba a la de sus contrincantes.
Mies cuidó la presentación de su propuesta y realizó un montaje sobre fotos reales de la propia calle. En ellos elige siempre vistas muy diferentes de las propuestas por las bases del concurso. Perfila el edificio entre los cables de telégrafo tan abundantes en la época. Llegó a preparar cerca de tres de estos montajes, llegando a reproducir la vida de la calle en la época. Algunos de los dibujos se retocarán y se mostarán posteriormente en la Exposición del Museo de Arte Moderno de Nueva York de 1947.

## Concepto arquitectónico
El diseño de Mies pretendía liberar las plantas de la opacidad característica de los paramentos. Tomando la fachada una apariencia transparente que dejaba visible la propia estructura sin renunciar al mismo tiempo a la geometría del edificio. Esta transparencia y visibilidad de la estructura del edificio era sólo posible durante las primeras fases constructivas, posteriormente los paramentos de la fachada ocultaban todo. Mies estaba interesado en resaltar la liberación que comenzaba a permitir la técnica constructiva de la época de la oprimente opacidad de los materiales constructivos. En mostrar un edificio de una sola pieza, dejando desnudas las veinte plantas de que constaba (80 metros). La forma prismática de su fachada dejaba entrever que cada planta se distribuía de forma similar. La aparente desnudez que se deja entrever por los diseños, se ha interpretado por algunos autores como una propuesta arquitectónica inacabada.